# Begonia pseudoglauca
Espèce
Begonia pseudoglauca est une espèce de plantes de la famille des Begoniaceae.
L'espèce fait partie de la section Cyathocnemis.
Elle a été décrite en 1949 par Edgar Irmscher (1887-1968).

## Répartition géographique
Cette espèce est originaire du pays suivant : Pérou.